# Akritas Chlorakas
Akritas Chlorakas (griechisch Ακρίτας Χλώρακας) ist ein zyprischer Fußballverein aus Chlorakas im Bezirk Paphos. Der Club spielt in der Second Division und ist in Besitz des Litauers Liutauras Varanavičiu.

## Geschichte
Der Club wurde 1971 gegründet und trat zwei Jahre später dem zyprischen Fußballverband bei.
Akritas bewegte sich viele Jahre zwischen der zweiten und dritten Liga und gewann einmal den zyprischen Pokal für die unteren Spielklassen.
Am Ende der Saison 2021/22 belegte Akritas Chlorakas den dritten Platz in der zyprischen Second Division und stieg zum ersten Mal in der Vereinsgeschichte in die First Division auf. Nach einer Saison stieg der Club wieder ab.

## Erfolge
- Zyprischer Drittligameister (3): 1977, 2009, 2016
- Zyprischer Pokalsieger der unteren Spielklassen: 2015

## Spieler
- Andrejs Pavlovs (2010)
- Marios Neophytou (2010–2012)
- Nilton Fernandes (2011)
- Luciano Dompig (2012)
- Besart Abdurahimi (2021–)
- Javier Eraso (2022–)
- Ivan Šaravanja (2022–)
- Emanuel Taffertshofer (2025–)